# Nguyễn Văn Hiện
Nguyễn Văn Hiện (sinh ngày 19 tháng 9 năm 1954) là đại biểu Quốc hội Việt Nam khóa 13, thuộc đoàn đại biểu Sơn La. Ông làm Ủy viên Trung ương Đảng khóa IX, X, Chánh án Tòa án nhân dân tối cao nhiệm kỳ 2002-2007, Phó Trưởng ban Chuyên trách Ban Chỉ đạo Cải cách Tư pháp Trung ương nhiệm kỳ 2007-2011, Chủ nhiệm ủy ban tư pháp của Quốc hội nhiệm kỳ 2011-2016.

## Tiểu sử
Ông sinh tại xã Phúc Khánh, huyện Hưng Hà, Thái Bình.

## Giáo dục
Ông có bằng Tiến sĩ Luật, giữ chức Chủ nhiệm Ủy ban Tư pháp của Quốc hội.

## Sự nghiệp
Từ năm 1999 đến năm 2002, ông là Chánh án Tòa án nhân dân thành phố Hà Nội.
Từ 2002 đến 2007, ông là Chánh án Tòa án nhân dân tối cao Việt Nam.